# Fast & Furious: Legacy
Fast & Furious: Legacy es un videojuego de carreras desarrollado y publicado por Kabam para Android e iOS. Es la undécima entrega y décimo quinto juego de la franquicia Fast & Furious.

## Jugabilidad
Un juego en el que manejas toneladas de autos diferentes y compites en carreras ilegales en la calle, Fast & Furious: Legacy es el videojuego oficial de la séptima película de la franquicia Fast & Furious. Mientras juegas a través de la historia, desbloqueas autos y mejoras como pintura y motores. El juego te mantiene corriendo a través de las diversas misiones e intentas ganar una medalla de oro y dinero. Una vez que tenga el efectivo en la mano, puede actualizar autos viejos y comprar autos nuevos.
Uno de los aspectos más importantes de Fast & Furious: Legacy se relaciona con cómo puedes llevar tus carreras al entorno en línea. Puedes competir contra amigos e incluso formar pandillas con ellos. Las pandillas le ofrecen el atractivo beneficio de las actualizaciones de su viaje. Tienes un mundo con carreras ilegales, y el juego agrega crédito a su nombre debido a que tiene la licencia "Furious 7".
No tiene que pagar nada para desbloquear. Tiene algunos de los mejores gráficos en móvil. La trama se estructura alrededor de las carreras contra los personajes de la película. Comienzas acelerando tus motores en Miami, pero eventualmente progresas a las carreras de drift de Tokio.